# Cloïssa americana
La cloïssa americana o cloïssa mercenària (Mercenaria mercenaria) és una espècie de mol·lusc bivalve de la família Veneridae, pròpia de les costes atlàntiques d'Amèrica del Nord.

## Característiques
M. mercenaria té la conquilla gruixuda, aproximadament triangular, des de color cafè clar a gris amb una vora de color violeta i amb bandes concèntriques variables. Aquestes bandes concèntriques estan molt juntes i hi ha poc d'espai a la zona del marge, però a la zona de l'umbó estan molt separades. La part interna de la petxina és brillant, de color porpra glauc al voltant de les cicatrius musculars. La línia pal·lial és curta i triangular, amb un marge prim. Cada valva té tres dents que ixen.
El sistema circulatori està format per un cor amb dues aurícules. El sistema nerviós és ganglionar i la respiració branquial. El cap està reduït fins a la part branquial, i li manca la regió faríngia i la ràdula. En general, s'alimenten filtrant aigua. Els bivalves són animals de sexes separats, rares vegades hermafrodites. La fecundació té lloc de manera lliure en l'aigua o bé en la cavitat del mantell.

## Distribució
Se'n pot trobar des del golf de San Lorenzo, al llarg de les costes de Florida i a les platges del golf de Mèxic.

## Ecologia
Són organismes suspensívors. S'alimenten de petits animals i plantes (plàncton i zooplàncton. Quan l'animal se soterra en el substrat trau els dos sifons a l'arena. El sifó inhalant banya les brànquies que contenen sèries de cilis que atrapen el menjar i l'embolcallen en una mucositat, després el duen als palps, que són els que porten el menjar a la boca. Passen per tot el tracte digestiu i les deixalles són alliberades pel sifó exhalant.